# 薩爾維薩 (肯塔基州)
薩爾維薩（英語：Salvisa）是位於美國肯塔基州默瑟縣的一個人口普查指定地區。

## 人口
根據2020年美國人口普查的數據，薩爾維薩的面積為4.78平方千米，當中陸地面積為4.76平方千米，而水域面積為0.02平方千米。當地共有人口410人，而人口密度為每平方千米85.77人。